# 活動理論
活動理論（かつどうりろん、英: activity theory）は、老年社会学の用語で、望ましい老化のあり方を示している。

## 要旨
この理論はロバート・J・ハヴィガーストらによって1960年代に提唱された。以下、活動理論の要旨である。健康上などの避けられない理由を除いて、高齢者は中年の人と同様の欲求を持っている。高齢期に特徴的な社会への参加の減少は、社会の側が高齢者から撤退していく結果生じるものであり、ほとんどの高齢者たちの要望に反して進むものである。したがって望ましい老化とは、可能な限り中年期のときの活動を保持すること、そして、退職などで活動を放棄せざるを得ない場合は、その代わりの活動を見つけ出すことによって活動性を維持することである。同じ時期に発展した逆の理論として離脱理論がある。これは高齢者は社会から離脱していくものだという理論であった。どちらが正しいか論争も起こったが、一応の決着としてそれぞれ説明できる部分と説明できない部分があり、修正が必要だということとなった。そして第三の理論、継続性理論へとつながっていくことになる。